# ウエストウッド・メモリアルパーク
ウエストウッド・メモリアルパーク(Westwood Village Memorial Park Cemetery)とはロサンゼルス西部のウェストウッド地区にある墓地。マリリン・モンローを始めとして、多くの芸能界の人物が埋葬されている。

(Address:1218 Glendon Avenue Westwood.LA.CA. 90024)

## 埋葬されている人物
ア

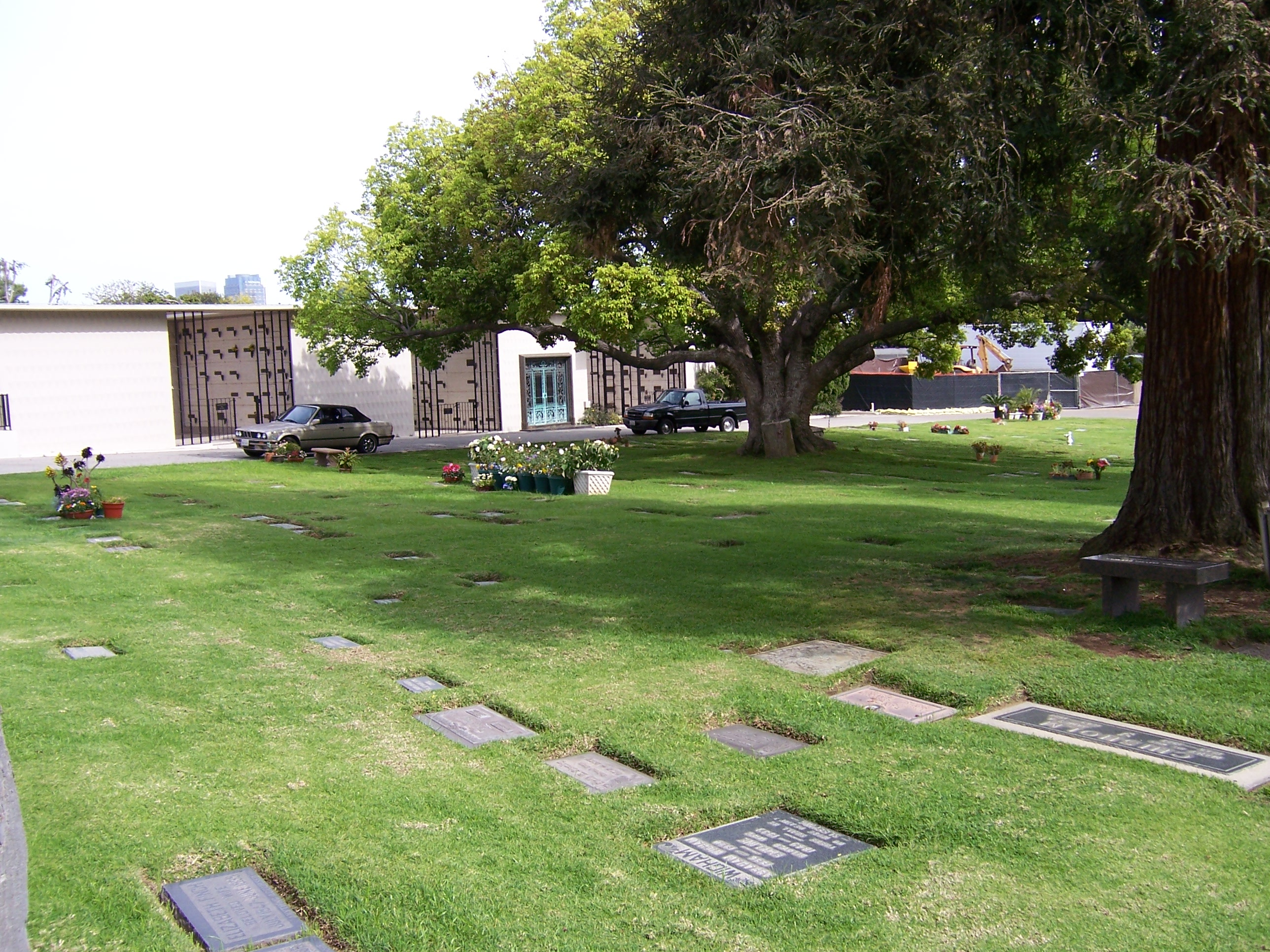
墓地の風景　南東地区

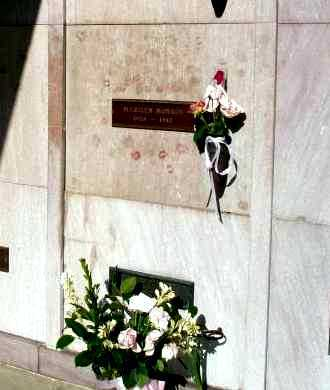
マリリン・モンローの墓 北東地区

- ロバート・アームストロング Robert Armstrong (1890-1973)：俳優
- エディ・アルバート Eddie Albert (1906-2005)：俳優
- カール・ウィルソン Carl Wilson (1946-1998)：歌手・ギタリスト
- ナタリー・ウッド Natalie Wood (1938-1981)：女優
- ロイ・オービソン Roy Orbison (1936-1988)：歌手
- ヘザー・オルーク Heather O'Rourke (1975-1988):女優

カ
- ジョン・カサヴェテス John Cassavetes (1929-1989)：映画監督・俳優
- トルーマン・カポーティ Truman Capote (1924-1984)：作家
- ポール・グリーソン Paul Gleason (1939-2006)：俳優
- ジーン・ケリー Gene Kelly (1912-1996)：俳優
- ジェームズ・コバーン James Coburn (1928-2002)：俳優

サ
- フランク・ザッパ Frank Zappa (1940-1993)：ミュージシャン
- ダリル・F・ザナック Darryl F. Zanuck (1902-1979)：映画プロデューサー
- シドニィ・シェルダン Sidney Sheldon (1917-2007):作家
- フランクリン・J・シャフナー Franklin Schaffner (1920-1989)：映画監督
- ジャニス・ジョプリン Janis Joplin (1943-1970)：歌手
- ジョージ・C・スコット George C. Scott (1927-1999)：俳優
- ロバート・スタック　Robert Stack (1919-2003):俳優
- ジョセフ・フォン・スタンバーグ Josef von Sternberg (1894-1969)：映画監督
- ドロシー・ストラットン Dorothy Stratten (1960-1980):プレイメイト

ハ
- アーマンド・ハマー Armand Hammer (1898-1990)：実業家・美術品収集家
- ファラ・フォーセット Farrah Fawcett (1947-2009):女優
- ファニー・ブライス Fanny Brice (1891-1951):女優、歌手、コメディアン
- フローレンス・ヘンダーソン Florence Henderson (1934–2016):女優、歌手、テレビ司会者

マ
- ディーン・マーティン Dean Martin (1917-1995)：俳優・歌手
- ルイス・マイルストーン Lewis Milestone (1895-1980)：映画監督
- ウォルター・マッソー Walter Matthau (1920-2000)：俳優
- エリザベス・モンゴメリー Elizabeth Montgomery (1933-1995)：女優
- マリリン・モンロー Marilyn Monroe (1926-1962)：女優

ラ
- バート・ランカスター Burt Lancaster (1913-1994)：俳優
- ペギー・リー Peggy Lee (1920-2002)：歌手
- ミニー・リパートン Minnie Riperton (1947-1979)：歌手
- ジェイ・リビングストン Jay Livingston (1915-2001)：作曲家
- ジャック・レモン Jack Lemmon (1925-2001)：俳優
- ハーバート・ロス Herbert Ross (1925-2001)：映画監督
- ピーター・ローフォード Peter Lawford (1923-1984)：俳優

ワ
- ビリー・ワイルダー Billy Wilder (1906-2002)：映画監督